# Nền dân chủ có sự tham gia
Nền dân chủ có sự tham gia (tiếng Anh: participatory democracy) là một hình thức chính phủ mà công dân có sự tham gia trực tiếp vào chính quyền với tư cách cá nhân và trực tiếp sử dụng quyền công dân của mình ảnh hưởng đến các quyết sách chính trị ảnh hưởng trực tiếp đến đời sống của họ, thay vì thông qua nền dân chủ đại nghị. Các yếu tố của dân chủ trực tiếp và đại diện có thể được kết hợp trong mô hình chính phủ này.